# Jesper Mikkelsen
Pour les articles homonymes, voir Mikkelsen.
Jesper Mikkelsen (né le 26 juillet 1980) est un footballeur danois. Il évolue comme milieu de terrain.

## Biographie
Arrivé en janvier 2008 à l'ESTAC, il signe un contrat de 2 ans et demi.
Il se blesse tout de suite au cartilage d’un genou et au ménisque. Opéré en avril 2008, il a fallu 1 an et demi pour qu'il puisse rejouer.
En mai 2010, Jesper préfère rentrer au Danemark pour se rapprocher de sa famille et signe au Silkeborg IF.

## Carrière
- 2000-2007 :  FC Midtjylland
- 2007-Janv. 2008 :  Esbjerg fB
- Janv. 2008-2010 :  ES Troyes AC
- 2010-2015 :  Silkeborg IF[3]

## Palmarès
Vierge